# FA Community Shield 2013
FA Community Shield 2013 var den 91:a upplagan av FA Community Shield, en årlig fotbollsmatch som äger rum mellan fjolårets vinnare av Premier League och fjolårets vinnare av FA-cupen. Matchen spelades mellan vinnarna av Premier League 2012/2013, Manchester United, samt vinnarna av FA-cupen, Wigan Athletic, på Wembley Stadium i London den 11 augusti 2013 och slutade 2-0 till Manchester United. Efter att Wigan relegerades till Championship endast några dagar efter deras vinst i FA-cupen innebar det att ett lag utanför högstadivisionen skulle vara med i FA Community Shield sedan West Ham United 1980. 
Matchen spelades på Wembley Stadium den 11 augusti 2013. Manchester United vann med 2-0 efter två mål av Robin van Persie, och därmed tog Manchester United sin 20:e titel i FA Community Shield. 

## Match

### Matchinformation
|           | 11 augusti 2013 | Manchester United        | 2 – 0           | Wigan Athletic | Wembley Stadium, London                           |                                                   |
| 14:00 BST | 14:00 BST       | Robin van Persie 6′, 59′ | (1 – 0) Rapport |                | Publik: 80 235 Domare: Mark Clattenburg (England) | Publik: 80 235 Domare: Mark Clattenburg (England) |
| 14:00 BST | 14:00 BST       |                          |                 |                | Publik: 80 235 Domare: Mark Clattenburg (England) | Publik: 80 235 Domare: Mark Clattenburg (England) |
| 14:00 BST | 14:00 BST       |                          |                 |                | Publik: 80 235 Domare: Mark Clattenburg (England) | Publik: 80 235 Domare: Mark Clattenburg (England) |

| Manchester United | Wigan Athletic |

| MV          | 1  | David de Gea      |       |     |
| HB          | 2  | Rafael            |       | 16′ |
| MB          | 15 | Nemanja Vidić (c) |       |     |
| MB          | 4  | Phil Jones        |       |     |
| VB          | 3  | Patrice Evra      |       |     |
| MF          | 23 | Tom Cleverley     | 90+1' |     |
| MF          | 16 | Michael Carrick   |       |     |
| MF          | 11 | Ryan Giggs        |       | 67′ |
| HY          | 29 | Wilfried Zaha     |       | 61′ |
| VY          | 19 | Danny Welbeck     |       | 83′ |
| A           | 20 | Robin van Persie  |       | 83′ |
| Avbytare:   |    |                   |       |     |
| MV          | 13 | Anders Lindegaard |       |     |
| F           | 6  | Jonny Evans       |       |     |
| F           | 12 | Chris Smalling    |       | 16′ |
| MF          | 8  | Anderson          |       | 67′ |
| MF          | 25 | Antonio Valencia  |       | 61′ |
| MF          | 26 | Shinji Kagawa     |       | 83′ |
| MF          | 44 | Adnan Januzaj     |       | 83′ |
| Tränare:    |    |                   |       |     |
| David Moyes |    |                   |       |     |

| MV         | 1  | Scott Carson         |     |     |
| HB         | 17 | Emmerson Boyce (c)   |     |     |
| MB         | 24 | James Perch          |     |     |
| MB         | 25 | Leon Barnett         |     |     |
| VB         | 3  | Stephen Crainey      |     |     |
| MF         | 4  | James McCarthy       |     | 86′ |
| MF         | 8  | Ben Watson           |     | 71′ |
| MF         | 16 | James McArthur       | 50' | 61′ |
| HY         | 10 | Shaun Maloney        |     | 71′ |
| VY         | 11 | James McClean        |     | 61′ |
| A          | 9  | Grant Holt           |     | 61′ |
| Avbytare:  |    |                      |     |     |
| MV         | 13 | Lee Nicholls         |     |     |
| MF         | 7  | Chris McCann         |     | 61′ |
| MF         | 14 | Jordi Gómez          |     | 71′ |
| MF         | 18 | Roger Espinoza       | 88' | 71′ |
| MF         | 29 | Nouha Dicko          |     | 86′ |
| A          | 15 | Callum McManaman     |     | 61′ |
| A          | 32 | Marc-Antoine Fortuné |     | 61′ |
| Tränare:   |    |                      |     |     |
| Owen Coyle |    |                      |     |     |

| Matchens spelare - Michael Carrick (Manchester United) Matchdelegater - Assisterande domare: - Mike Mullarkey (England) - Scott Ledger (England) - Fjärdedomare: Michael Oliver (England) - Reservdomare: Lee Betts (England) | Regler - 90 minuter. - Straffar vid oavgjort efter 90 minuter. - Sju avbytare. - Maximalt sex byten. |